# Gremiale

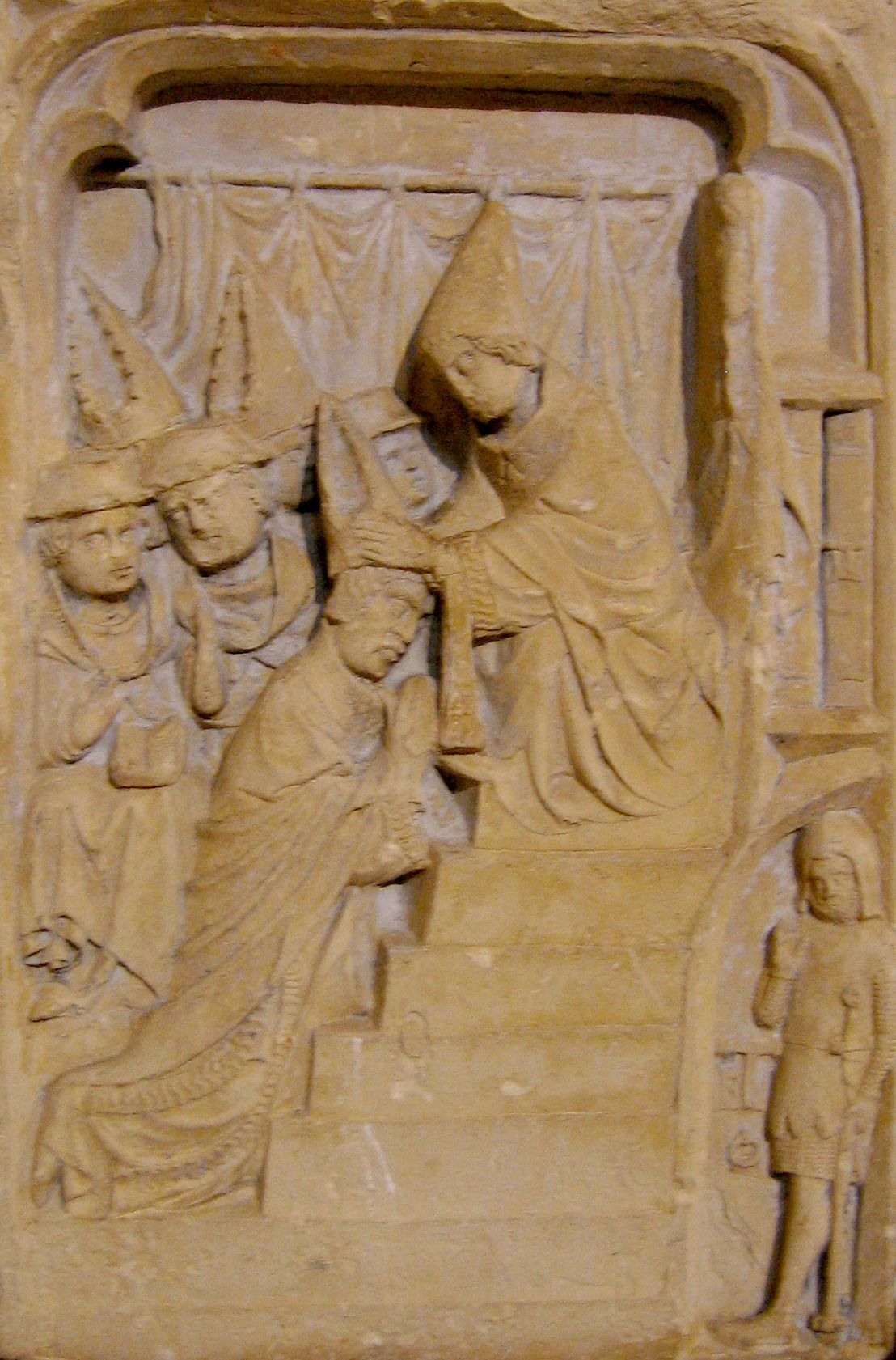
Konsekration eines Bischofs, Stein aus dem 14. Jahrhundert aus der Abtei von Saint-Sernin

Das Gremiale (von lateinisch gremium „Schoß“) ist eine Schürze in der Form eines quadratischen, etwa 80 × 80 cm großen Tuches. Es wird vom Bischof getragen und dient dem Schutz der liturgischen Gewänder, vor allem bei der Salbung mit den heiligen Ölen. Wegen seiner manchmal kostbaren Ausstattung diente das Gremiale jedoch auch dem rituellen Schmuck des Bischofs.
Gremialien sind seit dem Ende des 13. Jahrhunderts nachgewiesen und wurden damals auch von Priester beim Hochamt getragen. Bis zur Liturgiereform nach dem Zweiten Vatikanischen Konzil wurde dem Bischof das Gremiale vom Diakon über den Schoß gelegt, wenn er beim Pontifikalamt auf der Kathedra Platz nahm. Dieses Gremiale musste aus Seide bestehen. Ein Gremiale aus Leinen trug der Bischof zu folgenden Anlässen:
- bei der Salbung des Kopfs und der Hände bei der Priesterweihe oder bei der Bischofsweihe
- bei Katechumenensalbungen, Taufen und Firmungen
- bei der Spendung des Aschenkreuzes am Aschermittwoch
- zur Fußwaschung in der Feier vom letzten Abendmahl
- bei der Weihe eines neuen Altars
- bei der Kirchweihe